# Paparazzi (pjesma)
"Paparazzi" je pjesma američke pop pjevačice i kantautorice Lady Gage s njezina prvog albuma The Fame. Pjesma su napisali od Rob Fusari i Lady Gaga. Pjesma govori o Gaginom putu prema slavi, dok istovremeno mora balansirati uspjeh i ljubav. Glazbeno, energična je techno-pop i dance-pop pjesma, koja govori o uhoditelju koji prati nekoga kako bi dobio pozornost i slavu.
Pjesma je objavljena kao 3. singl u Ujedinjenom Kraljevstvu, četvrti singl u Kanadi i Sjedinjenim Američkim Državama i peti singl u Australiji. Singl je objavljen 6. srpnja 2009. godine u Ujedinjenom Kraljevstvu i 13. srpnja u SAD-u. Snimljen je i glazbeni video.

## Popis pjesama
Australski i britanski CD singl
1. "Paparazzi" (Album verzija) - 3:29
2. "Paparazzi" (Filthty Dukes Remix). 5:21

Američki iTunes Remix EP
1. "Paparazzi" (Demolition Crew Remix) – 3:55
2. "Paparazzi" (Moto Blanco Edit) – 4:05
3. "Paparazzi" (Stuart Price Remix) – 3:19
4. "Paparazzi" (Filthy Dukes Club Mix) – 5:21

Kanadski i australski iTunes Remix EP
1. "Paparazzi" (Demolition Crew Remix) – 3:55
2. "Paparazzi" (Moto Blanco Remix) [Radio Version] - 4:05
3. "Paparazzi" (Filthy Dukes Remix) - 5:21
4. "Paparazzi" (James Camareta Remix Version) - 4:27

## Top liste
| Top liste (2009.)      | Najviša pozicija |
| ---------------------- | ---------------- |
| Australija             | 2                |
| Austrija               | 3                |
| Belgija (Flandrija)    | 7                |
| Belgija (Valonija)     | 6                |
| Češka                  | 1                |
| Danska                 | 12               |
| Europa                 | 3                |
| Finska                 | 9                |
| Francuska              | 6                |
| Irska                  | 4                |
| Italija                | 3                |
| Kanada                 | 3                |
| Nizozemska             | 4                |
| Novi Zeland            | 5                |
| Njemačka               | 1                |
| Rusija                 | 8                |
| SAD Billboard Hot 100  | 6                |
| Slovačka               | 5                |
| Španjolska             | 46               |
| Švedska                | 22               |
| Švicarska              | 4                |
| Ujedinjeno Kraljevstvo | 4                |